# QAF FC
Maillots
Le QAF FC est un club brunéien de football basé à Bandar Seri Begawan, la capitale du sultanat.

## Histoire du club
Fondé à Bandar Seri Begawan en 2003, le QAF FC intègre directement le championnat de première division lors de la saison 2003. En 2006, le club-phare du sultanat, DPMM FC, alors en tête du championnat, décide de se retirer de la compétition afin d'intégrer le championnat de Malaisie. Ce retrait permet au QAF de remporter son tout premier titre de champion de Brunei, qui sera suivi par deux autres succès en championnats lors des quatre années suivantes, une période faste avec également des victoires en Coupe de la Ligue et en Supercoupe de Brunei.
Il compte à son palmarès trois titres de champion de Brunei, deux Coupes de la Ligue, deux Supercoupes de Brunei. Il a également atteint la finale de la Coupe de Brunei en 2010. Ses différents succès nationaux n'ont pas permis au club de prendre part à des compétitions internationales, car Brunei n'engage aucune équipe en Coupe de l'AFC ou Coupe du président de l'AFC.

## Palmarès
- Championnat de Brunei :
  - Champion en : 2006, 2008 et 2010.

- Coupe de la Ligue de Brunei :
  - Vainqueur : 2008, 2009
  - Finaliste : 2006

- Supercoupe de Brunei :
  - Vainqueur : 2007, 2008

### Liens
- Championnat de Brunei de football
- Fiche du club sur le site soccerway